# Nicolas Jover
 (janvier 2025).
Pour les articles homonymes, voir Jover.
Nicolas Jover (né le 28 octobre 1981 à Berlin) est un entraîneur de football français. Il est actuellement l'entraîneur des coups de pied arrêtés de l'Arsenal Football Club dans le Championnat d'Angleterre de football.

## Biographie
Né à Berlin, en Allemagne, Jover a grandi en France. Il a déménagé au Québec, au Canada, pour obtenir pour un diplôme en sports à l'université de Sherbrooke, grâce au lien entre l'université de Montpellier et Sherbrooke. Pendant son séjour là-bas, Jover s'est inspiré de l'approche et de l'influence des sports nord-américains tels que la National Football League (NFL). Après avoir étudié pour un master, il a rejoint le Dynamik de Sherbrooke, un club amateur local, en tant que directeur sportif.
Jover est retourné en France et a rejoint le Montpellier Hérault Sport Club en tant qu'analyste vidéo en 2009,. Il les aide à remporter leur premier titre dans le Championnat de France de football lors de la saison 2011-2012, qui a vu l'entraîneur de Montpellier René Girard recevoir le titre d'Entraîneur de l'année de Ligue 1 de l'Union nationale des footballeurs professionnels (UNFP) et l'attaquant Olivier Giroud nommé meilleur buteur du championnat par la Ligue de Football Professionnel (LFP). Alors qu'il travaille à Montpellier, il a également occupé un rôle d'analyste de match pour l'équipe de Croatie de football pendant une brève période en 2013.
Jover déménage en Angleterre en tant qu'entraîneur des coups de pied arrêtés du Brentford Football Club aux côtés de l'entraîneur Dean Smith à partir de juillet 2016, et a fait partie de l'équipe d'entraîneurs du successeur de Smith, Thomas Frank, jusqu'en juin 2019. Au cours de la saison 2018-2019, il partage le même bureau avec l'entraîneur des gardiens de but Iñaki Caña (en), qui rejoindra Arsenal en décembre 2019,.
En juillet 2019, Manchester City Football Club nomme Jover comme assistant de Pep Guardiola, en tant que spécialiste dans les coups de pied arrêtés,, sur la recommandation de Mikel Arteta qui était l'entraîneur assistant et numéro 2 du club,. Arteta quitte Manchester City pour le poste d'entraîneur-chef de l'Arsenal Football Club en décembre 2019,. Au cours de la saison 2020-2021, Jover aide Manchester City à remporter le titre du Championnat d'Angleterre de football et à atteindre la finale de la Ligue des champions de l'UEFA. Il quitte son poste en juin 2021, lorsque son contrat expire,.
Le 5 juillet 2021, Jover est nommé entraîneur des coups de pied arrêtés du manager Mikel Arteta à Arsenal,, travaillant aux côtés des entraîneurs adjoints Albert Stuivenberg, Steve Round (en), Carlos Cuesta et Miguel Molina (en), et de l'entraîneur des gardiens Iñaki Caña,. Au cours de la saison 2023-2024, avec l'aide de Jover, Arsenal marque vingt buts sur coups de pied arrêtés (hors penaltys) en Championnat d'Angleterre de football. Seize d'entre eux sont venus de corners, égalant le record en une seule campagne de Championnat d'Angleterre de football.